# Hove
Hove é uma cidade e distrito urbano da Inglaterra, Reino Unido, com cerca 91 900 habitantes. Fica situada no condado de East Sussex, a oeste da cidade de Brighton. Possui indústria farmacêutica e é estância balnear.
Originalmente uma vila de pescadores cercada por terras agrícolas abertas, cresceu rapidamente no século XIX em resposta ao desenvolvimento de seu vizinho oriental Brighton; na era vitoriana era uma cidade totalmente desenvolvida com status de distrito. Paróquias vizinhas como Aldrington e Hangleton foram anexadas no final do século XIX e início do século XX. O distrito urbano vizinho de Portslade foi fundido com Hove em 1974. Em 1997, como parte da reforma do governo local, o distrito fundiu-se com Brighton para formar o Borough of Brighton and Hove; Esta autoridade unitária recebeu o estatuto de cidade em 2000.